# Bento Coelho da Silveira

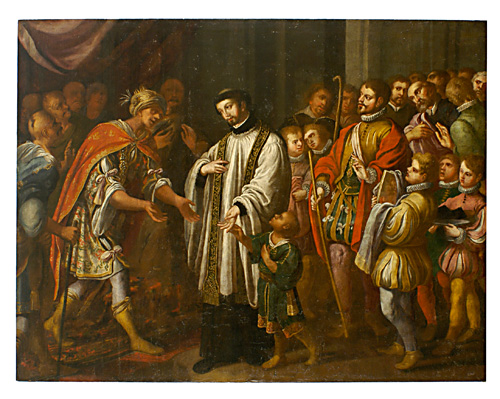
Embaixada de S. Francisco Xavier (c. 1670-75), de Bento Coelho da Silveira

Bento Coelho da Silveira (Lisboa, 1617 - Lisboa, 1708) foi um pintor português, tendo sido um dos mais conceituados artistas portugueses do século XVII. Foi nomeado Pintor Régio de D. Pedro II em 1678. As suas obras são maioritariamente pintadas a óleo sobre tela, material inovador no século XVII, por influência italiana. Albert Haupt, em 1912, refere que os seus trabalhos são "maneiristas e espontâneos".

## Biografia
Não existem dados que nos permitam conhecer com segurança qual a data de nascimento de Bento Coelho. Num manuscrito de Caetano Alberto da Silva, lê-se que "viveu de 1617 a 1708". A data é corroborada por Heitor Gomes Teixeira, que afirma ter  o artista oitenta e oito anos em 1706.
Foi discípulo de Marcos da Cruz, pintor autodidacta de alguma fama. Tal como outros pintores seiscentistas, Bento Coelho terá estado em Espanha, onde segundo Taborda, teria recebido ensinamentos de Peter Paul Rubens, hipótese que é contestada por Sousa Viterbo que, no entanto, reconhece nele a marca deste pintor.
A primeira referência que encontramos ao pintor data de 1648, já como membro da mesa da Irmandade de São Lucas, onde aparece registado em 1649, 1679 e 1701, da qual foi diversas vezes juiz e onde serviu até 1701. Sabemos que foi nomeado pintor régio de óleo por carta do regente D. Pedro, de 10 de Setembro de 1678, em substituição de Domingos Vieira, recebendo o mesmo ordenado dos seus antecessores.
Por volta de 1650 comprou casas na Calçada de Paio de Novais ao Chiado (Freguesia de S. Nicolau) onde instalou a sua primeira oficina.
A data provável da sua morte é 1708, uma vez que a carta que é passada por D. João V a Lourenço da Silva Paz, seu sucessor no cargo de Pintor Régio, data de 26 de Novembro de 1708.

## Obra
Considerado o fa presto do final do século XVII-XVIII trabalhou para a Coroa (D. João IV, D. Afonso VI, D. Pedro II), para a nobreza (Meneses, Lencastres) e para as Ordens Religiosas (Jesuítas, Carmelitas Descalços), Dominicanos, Agostinhos, Franciscanos, Clarissas, Arrábidos, Cistercienses, Irmandades e Confrarias.
Tendo recebido inúmeras encomendas, deixou uma obra vastíssima espalhada por todo o país e ultramar. Pintou telas para o Convento dos Cardais, para o Convento de São Pedro de Alcântara (Êxtase de São Pedro), para a Igreja Matriz de São Cristóvão, para a Igreja da Madre de Deus, para a Igreja de Nossa Senhora de Jesus, para a Igreja da Encarnação, para a Igreja do Convento do Carmo, para o Convento de Santa Marta, para o Convento de Nossa Senhora do Bom Sucesso, para o Convento de Santo Alberto, para o Convento de Nossa Senhora da Conceição de Marvila, para a Igreja do Convento dos Paulistas, para a Igreja Paroquial do Castelo, para a Igreja de São Roque, para o Convento de Nossa Senhora da Quietação, para a Igreja Paroquial de São Miguel, para a Igreja Paroquial da Ameixoeira, em Lisboa; para a Igreja Paroquial de Santo Antão, em Évora; para a Capela do Espírito Santo em Santo Antão do Tojal; para a Igreja Paroquial de Santa Maria em Loures; para a Igreja Matriz de Santiago, em Sesimbra, para a Igreja Paroquial de São Miguel e para a Misericórdia, em Castelo Branco; para a Igreja Paroquial de São Sebastião, em Cernache do Bonjardim; para o Mosteiro de Santa Maria de Salzedas, em Tarouca; para a Igreja de Santa Maria de Almacave, em Lamego.
Grande parte das igrejas lisboetas destruídas pelo terramoto de 1755 tinham trabalhos do artista. Foram identificadas mais de 200 obras de sua autoria. Pintou até morrer e, ao que se julga, chegou a usar pincéis de ouro, de prata e de ferro.